# Branko Stanković
Pour les articles homonymes, voir Stanković.
Branislav « Branko » Stanković, né le 31 octobre 1921 à Sarajevo et mort le 20 février 2002 à Belgrade, est un footballeur et directeur technique serbe.

## Biographie
Il a joué à l'Étoile rouge Belgrade comme défenseur. De 1946 à 1956, il joue 61 matchs en équipe nationale yougoslave, matchs au cours desquels il totalise 3 buts. Il a joué à deux reprises en Coupe du monde, en 1950 et 1954. Il a également participé à deux éditions des Jeux olympiques, celles de 1948 à Londres et 1952 à Helsinki où son équipe remporte, chaque fois, la médaille d'argent.
Après avoir terminé sa carrière de joueur, il se lance comme manager, en Turquie avec Fenerbahce SK et Besiktas JK, au Portugal avec le FC Porto et en Grèce avec l’AEK Athènes.
En 1979, alors directeur technique de l'Étoile rouge Belgrade, l'équipe accède à la finale de la coupe de l'UEFA. En 1983, alors qu'il dirige Fenerbahce, il gagne la Ligue turque et la coupe de Turquie. Avec Besiktas en 1986, il gagne la Ligue de Turquie. En 1984 et 1986, il gagne avec Fenerbahce et Besiktas la coupe Cumhurbaşkan Kupası (coupe de Turquie).